# Уакула (окръг, Флорида)
Окръг Уакула (на английски: Wakulla County) е окръг в щата Флорида, Съединени американски щати. Площта му е 1906 km², а населението – души (2000). Административен център е населеното място Кроуфордвил.